# Meșteșugurile în Egiptul Antic
Artizanii egipteni antici aveau un statut social redus în ciuda abilităților lor și a muncii asidue. Toată arta și mobilierul pe care le vedem astăzi au fost create de acești muncitori harnici din lumea antică.
Cei mai pricepuți erau cioplitorii în piatră, care au creat statuile, gravurile și reliefurile templelor, mormintelor și monumentelor.

## Tâmplărie
Egiptul nu avea  nici păduri mari, nici mulți copaci înalți. Cheresteaua nativă a fost în cea mai mare parte de slabă calitate și   putea fi tăiate numai scânduri scurte. Se prelucra lemn de salcâm, roșcovă, ienupăr, palmier, paltin  și  abanos importat  din Africa de Est, și cedru și pin din Liban.  
Casele erau  construite din cărămizi de chirpici. Cu toate acestea, era nevoie de ceva lemn pentru acoperișuri, podele, obloane și uși, precum și stâlpii de susținere a plafonului, care erau din trunchiuri de palmieri. Lemnul era prelucrat pentru mobilier - paturi, scaune, mese, dulapuri și cutii - instrumente muzicale și jucării care erau în general, din lemn, iar piesele deținute de bogați aveau decorațiuni încrustate și erau pictate în mare parte. Corăbiile, inițial plute din stuf și papirus, erau construite din lemn din mileniul II i.en., având dimensiuni  remarcabile. Corăbiile mari erau  adesea construite din lemn de cedru libanez, în timp ce bărcile mai mici erau realizate din lemn local. 
Ca o alternativă mai ieftină la piatră, mormintele erau uneori construite din lemn, și chiar și sicriele erau tot din lemn. 
Carele, atât pentru război, vânătoare sau de călătorie erau în mare parte construite din lemn, chiar și rotile, în timp ce axele  erau  acoperite cu metal.  

## Minerit și Metalurgie
Egiptenii extrăgeau cupru din  Regiunea Wadi Maghara, extrăgeau aur din Wadi Hammamat, Desertul de Est și Nubia,  Malahit din Sinai   și turcoaz, precum și săruri. Extrăgeau granit roșu, gri și negru de lângă Aswan, calcar în apropiere de  Memphis în dealurile Muqattam, gresie din Munții Roșii, alabastru  de la  El Amarna, diorit, marmură, ardezie, gresie, bazalt și dolomită toate necesare pentru construirea monumentelor grandioase.  
Argintul era rar, iar fierul a fost prelucrat foarte târziu.
După ce le extrăgeau, egiptenii topeau metale precum cupru și bronz în cuptoare primitive. Cărbune din lemn, adesea din lemn de salcâm  era  utilizat  pentru încălzirea metalului.  Cu metalul topit, fabricau unelte precum topoare, fierăstraie, dălți,  ciocane,seceri  și arme.

## Olăritul
Necesitatea de a depozita alimentele a dus la dezvoltarea  sacilor de fibre sau din piele, coșuri împletite și vase de ceramică. Lutul era utilizat și în alte scopuri: cărămizi, tacâmuri, statuete, ofrande funerare, bijuterii, jucării etc. Ceramica putea fi modelată și  devenea  nepieritoare prin ardere. Astfel Khnum, zeul-olar l-a creat pe om.
Cele mai multe obiecte din ceramica fabricate în Egipt erau  din lut brun roșcat, care era omniprezent, și se numea nămol. Culoarea roșie a produsului obținut era rezultatul compușilor de fier prin oxidare. Marna albicioasa pe de altă parte, era un amestec de argilă și var,   găsită doar în câteva locuri din Egiptul de Sus . 
Vasele și oalele de ceramica erau pictate și modelate.   
Lămpile din ceramică erau utilizate pentru iluminare, fiind umplute cu ulei de măsline sau boabe de ricin, deasupra fiind un   fitil care era aprins.

## Mobilierul
Casele nu cuprindeau un mobilier foarte mare. Majoritatea egiptenilor nu prea aveau multe bunuri, aveau doar  câteva coșuri sau ulcioare ce erau pentru depozitarea alimentelor, deși nu puteau fi ținute rozătoare la distanță pentru mult timp și rogojini. Mesele erau  rar utilizate. Chiar și scribii cei mai bogați scriau  pergamentele  pe  o placă de lemn ghemuiți pe podea. 
Multe case includeau câteva scaune mici, dar oamenii se așezau pur și simplu pe jos. Cei bogați dormeau în paturi din rame din lemn pe care erau prinse benzi din piele sau stofa, cei săraci dormeau doar pe o saltea umplută cu paie sau lână așezată pe podea. 
Fotoliile cu  perne sau taburetele erau rezervate pentru cei bogați și puternici. Cei bogați își  păstrau ustensilele și bijuteriile lor în cufere de depozitare realizate din alabastru, lemn, fildeș și alte materiale, uneori vopsite sau împodobite altfel.

## Papirusul
O mare parte a vieții în Egiptul de Jos a fost bazat pe  papirus: acesta era folosit pentru a produce covoare, tămâie, sandale, plute, și materiale de scris.

## Textile
Climatul egiptean cu verile sale calde și iernile blânde favoriza  îmbrăcăminte ușoară, sumară din fibre vegetale, deseori din in, ocazional, de bumbac importat din India. Lâna era folosită într-o măsură mai mică.     
Cantități mici de mătase erau tranzacționate în estul Mediteranei. Pieile de animale, precum cele de leopard, erau purtate de preoți și de faraoni.  
Producerea hainelor era rolul femeilor, pe care le țeseau la războaiele  de țesut orizontale, fie la domiciliu, fie în ateliere de lucru conduse de nobili. Confecționau veșminte și pânze. 
Egiptenii  confecționau sandale făcute din piele  și legate cu două curele. Pentru faraoni și nobili se confecționau  sandale   decorate. 
Egiptenii obțineau vopsele din plante sau din ocru pentru a-și decora hainele. 
Din nuiele împletite se confecționau coșuri și saci.

## Bijuterii
Ornamentația era mai  mult mai mult decât o chestiune de estetică. Prin alegerea unui anumit tip de bijuterii era scoasă în evidență averea, statutul social sau convingerile religioase. Diferențele de clase erau  exprimate prin intermediul podoabelor, bijuteriilor, hainelor, perucilor sau produselor cosmetice.  
Pentru egipteanul obișnuit bijuteriile  reprezentau simboluri pentru  protecție  de boala   sau un mijloc de a impresiona aproapele sau câștiga dragostea cuiva.     
Materialele folosite pentru producerea de ornamente erau variate: scoici, pietre, lut, bucăți de os, lemn, rășină, și fildeș. Materiale artificiale  s-au adăugat mai târziu la această listă: metale , cum ar fi cupru, bronz, aur, argint și mai rar plumb și fier, faianță și sticlă în mai multe culori. Unele dintre materialele erau fie importate, fie extrase din mine  și prelucrate cu  mare cheltuială. 
Egiptenii produceau brățări din oase, fildeș și aur; nasturi cusute pe haine cu rol decorativ; cercei și piercing-uri purtate la  lobii urechilor, fabricate din faianță, sticla, aur, fildeș, calcar sau argint; inele care reprezentau dovadă de autoritate din primele zile, având importanță vitală, cele din aur fiind purtate doar de nobili. 
Se produceau coliere, wesekh (wsx), un guler larg de aur,  purtat de către faraoni, conferită și  demnitarilor merituoși , diademe, pectorali   purtate pe piept ca amuleta protectoare,  decorate cu scene religioase sau inscripționate cu vrăji ori pandantive purtate de sugari și copii mici, rata de deces a copiilor mici fiind foarte mare și părinții lor făceau tot posibilul pentru a-i proteja de spiritele rele . 

## Sticla
Egiptenii importau obsidian din Anatolia și sticla din Libia. Gama de obiecte de sticlă era limitată la bijuterii, amulete, recipiente și piese plate, precum și scarabeii de pe pectorali sau cei atașați de coliere.